# Kathedralmuseum auf dem Wawel

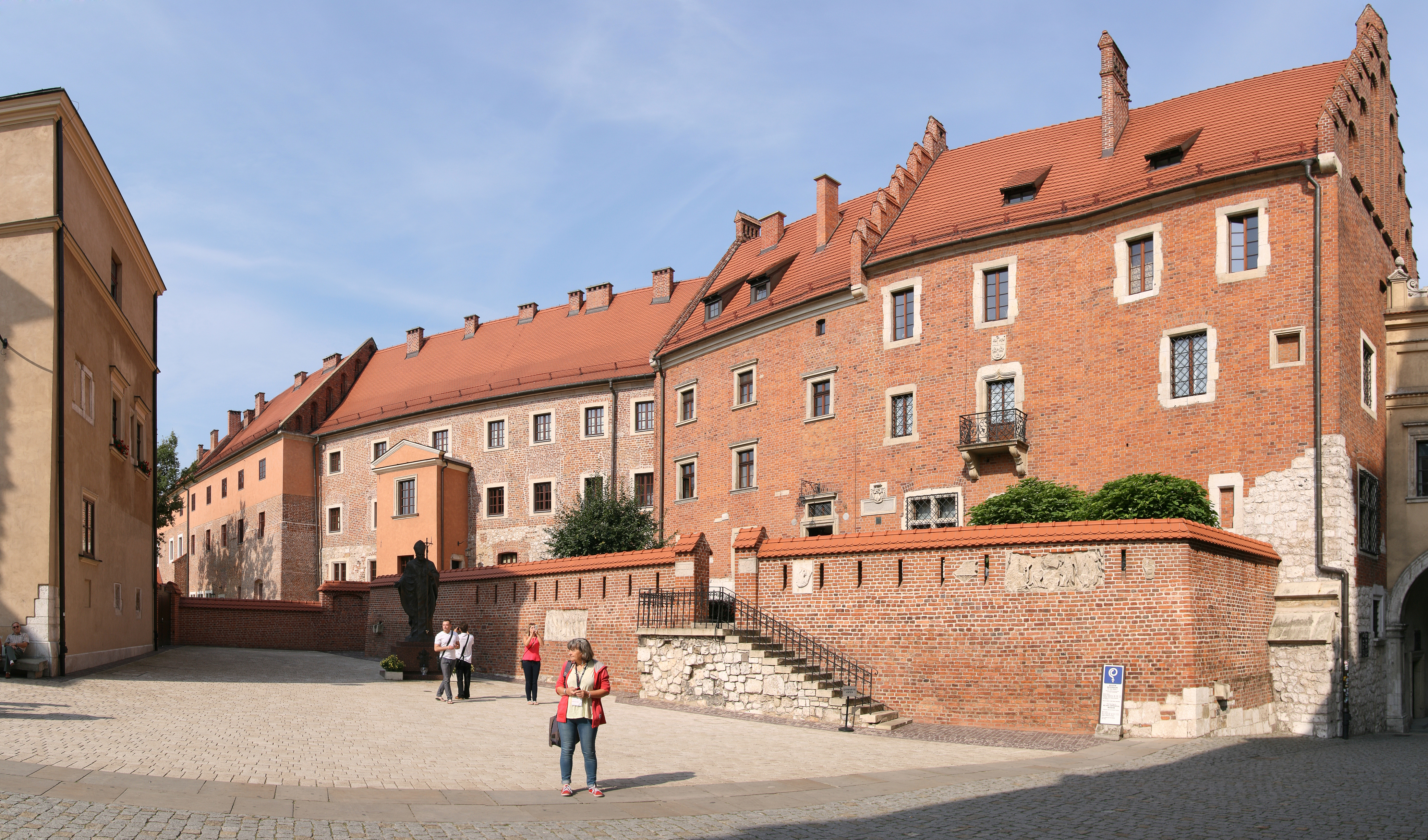
Kathedralmuseum

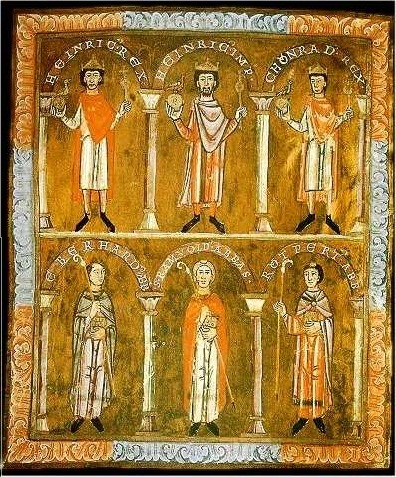
Evangeliar von Sankt Emmeram

Das Kathedralmuseum auf dem Wawel (polnisch Muzeum Katedralne im. Jana Pawła II na Wawelu) ist ein Kunstmuseum in Krakau. Es befindet sich auf dem Wawel gegenüber dem Eingang zur Wawel-Kathedrale und neben dem Wasa-Tor. Es ist nach Johannes Paul II. benannt und befindet sich im Kathedralhaus, das in der frühen Neuzeit von der Capella Rorantistarum genutzt wurde.

## Geschichte
Seit 1906 befand sich hier das Diözesanmuseum Krakau, das Kardinal Karol Wojtyła 1975 ins Augustinerkloster in Kazimierz verlegen ließ. 1978 wurde dann in den freien Räumlichkeiten das Kathedralmuseum eröffnet. Karol Wojtyła übergab dem Museum den Kathedralschatz zur Ausstellung. Die Bestände wuchsen in der Folgezeit durch Gaben an.

## Ausstellungen
Es werden Kunstgegenstände aus verschiedenen Epochen vom Mittelalter bis zur Gegenwart ausgestellt, die in einem Zusammenhang mit der Wawel-Kathedrale stehen. Zu den bedeutendsten Ausstellungsstücken zählen Gaben der polnischen Könige und Königinnen, die diese der Kathedrale gestiftet haben.